# 수촌만록
《수촌만록》(水村漫錄)은 수촌 임방의 시화집이다. 임방의 만록(漫錄) 주제는 시다. 고조부와 아버지, 스승(송시열)과 같은 가까운 사람의 시부터 여성, 승려와 같은 소수 계층의 시까지 다양한 시의 시화(詩話)와 그만의 평이 담겨 있다. 특히, 황진이의 시 연구에 필수 텍스트로 꼽힐 만큼 그가 아니면 전해지지 않았을 기생이나 여종의 시를 시 자체로 평하며 기록으로 전한다. 
제목 ‘만록’은 일정한 형식이나 체계 없이 느끼거나 생각나는 대로 쓴 글을 가리킨다. 하지만 《수촌만록》에는 다른 잡기는 보이지 않고 시와 관련된 이야기, 즉 시화만 55편이 수록되어 있다. 시와 시화의 주인공은 자신의 고조부와 아버지, 스승(송시열) 등 가까운 사람부터 김수항 김득신 기만중 홍만종 등 이름난 서인계 문인 그리고 더 나아가 여성, 승려와 같은 소수 계층까지 다양하다. 그는 이들의 시와 시화에 다른 사람의 평을 인용하기도 하고 자신이 쓴 평을 붙이기도 한다.
일반적으로 자신의 직계존속과 같은 지친(至親)에 대해서는 기휘(忌諱)를 하여 자신의 저술 속에서 평론은 물론 언급조차 삼가던 일반적인 추세와는 달리, 그는 자신의 고조, 아버지, 종숙, 그리고 스승 송시열의 글을 상당수 수록했다. 스승에 대해서는 “금석문자가 그의 손에서 나온 것이 아니면 세상에서는 대개 부족하다고 여겼다”라고 평한다.
수촌이 높이 평가한 김득신의 시를 한 수 살펴보면 그는 이 시를 두고 “어찌 당나라 시인들의 작품보다 뒤떨어지랴?”라고 했다.
사대부 집안 인물들의 글은 어떻게든 전해 내려오기 마련이다. 하지만 시 한 수 남겨도 이름자를 옆에 붙이기 쉽지 않은 인물들이 있으니 그들의 시편을 실은 덕에 이 책은 더욱 빛을 발한다. 이 시화집에는 황진이를 비롯하여 부안 기생 매창 같은 기녀와 안동 권 아무개의 계집종 얼현(孼玄) 같은 여성들의 시가 소개되어 있다. 그중 얼현의 시로는 ＜추사시(秋思詩)＞와 ＜방석전고거(訪石田故居)＞를 소개했는데 그는 이렇게 밝힌다. “이 두 시는 모두 ≪기아≫에 실려 있다. 그런데 ＜추사시＞는 취선(翠仙)이라는 기생의 작품으로 잘못 실려 있고, ＜방석전고거＞라는 시도 역시 무명씨의 것으로 잘못되어 있어, 세상에는 취죽이라는 이름이 전하지 아니하니 애석하도다”라고 했다. 이밖에도 처묵(處黙)과 묘정(妙靜)과 같은 승려, 신두병(申斗柄)과 같은 기인 및 풍류 가객의 일화도 다수 실어 당대 비주류 인물들의 모습을 엿볼 수 있다.